# Topol (hradiště)
Topol je pravěké hradiště severozápadně od stejnojmenné vesnice u Chrudimi v Pardubickém kraji. Nachází se v poloze Na Hradě nad pravým břehem Chrudimky na území přírodní rezervace Habrov. Místo bylo osídleno v eneolitu a později v době halštatské. Eneolitické sídliště patří k nejstarším opevněným lokalitám v Čechách. Pozůstatky hradiště jsou chráněny jako kulturní památka.

## Historie
Hradiště bylo osídleno ve dvou obdobích pravěku. Poprvé se tak stalo na přelomu neolitu a eneolitu v období lengyelské kultury. První prokazatelné opevnění, které vzniklo na počátku eneolitu, patří k nejstarším fortifikacím na území Čech. Podruhé byla ostrožna opevněna v době halštatské příslušníky slezskoplatěnické kultury. Hradiště zaniklo válečnou akcí v poslední čtvrtině šestého století před naším letopočtem.
První archeologický výzkum lokality provedlo roku 1932 chrudimské muzeum, ale opevnění prokázal až Vít Vokolek v roce 1956, který se podílel také na zjišťovacím výzkumu v letech 1977–1983.

## Stavební podoba
Hradiště na ostrožně s nadmořskou výškou až 287 metrů bylo opevněné především na snadno přístupné jižní straně, ale lehčí forma opevnění chránila i zbývající strany se strmými svahy. Chráněná plocha s rozlohou asi jeden hektar má rozměry 130 × 110 metrů.
V nejstarší stavební fázi opevnění tvořila prostá palisáda, která byla později nahrazena valem. V době halštatské byla na místě valu postavena dřevohlinitá hradba a před ní vyhlouben příkop. Z hradby, původně široké kolem sedmi metrů, se dochoval orbou poškozený val široký až čtrnáct metrů. Příkop byl devět metrů široký a přibližně 1,3 metru hluboký. Od hradby jej oddělovala dva metry široká berma. Hradba měla nejspíše roštovou konstrukci z vodorovně uložených trámů. Prostor mezi nimi byl vysypán jílovitopísčitým a štěrkovitým materiálem. Čelní strana byla zesílena vrstvou jílu a stěnou z mohutných kůlů se vsunutou prkennou zábranou a košatinovou konstrukcí se vzpěrami. Vnitřní stranu hradby tvořila vodorovně kladená břevna se svislými vzpěrami. V této mladší fázi byly nízkým valem s palisádou opevněny i zbývající strany ostrožny. Podél vnitřní strany hradby vedla cesta, za kterou následovala zástavba chat s kůlovou konstrukcí. 